# Monuments nationaux de Srbac
Cet article recense les monuments nationaux situés sur le territoire de la municipalité de Srbac en Bosnie-Herzégovine et dans la république serbe de Bosnie. La liste établie par la Commission pour la protection des monuments nationaux compte 2 monuments nationaux inscrits sur la liste principale et 3 monuments inscrits sur une liste provisoire.

## Monuments nationaux
| Monument                            | Localité      | Géolocalisation | Datation | Commentaire éventuel | Photo |
| ----------------------------------- | ------------- | --------------- | -------- | -------------------- | ----- |
| Harem de la mosquée Hudar Efendi    | Kobaš         |                 | 1780     |                      |       |
| Cimetière polonais de Novi Martinac | Novi Martinac |                 | ?        |                      |       |

## Liste provisoire
| Monument                                      | Localité         | Géolocalisation | Datation | Commentaire éventuel | Photo |
| --------------------------------------------- | ---------------- | --------------- | -------- | -------------------- | ----- |
| Église Saint-Élie de Lepenice                 | Lepenice-Sitneši |                 |          |                      |       |
| Église du Linceul-de-la-Mère-de-Dieu de Srbac | Srbac            |                 |          |                      |       |
| Église de la Transfiguration de Stapari       | Stapari-Razboj   |                 |          |                      |       |